# To the Faithful Departed
| Recensione           | Giudizio |
| -------------------- | -------- |
| All Music Guide      |          |
| Entertainment Weekly | A-       |
| Sputnikmusic.com     |          |

To the Faithful Departed è il terzo album dei The Cranberries, pubblicato ad aprile del 1996.

## Il disco
Pubblicato nell'aprile 1996 To the Faithful Departed (in italiano Ai Fedeli Defunti) è il terzo album del gruppo folk rock irlandese dei The Cranberries. Ritenuto l'album più triste e rabbioso del complesso, nasce prima di tutto dal profondo malessere di Dolores O'Riordan, voce del gruppo. Nell'album si fanno numerosi riferimenti alla vita politica dell'epoca e alle guerre in corso (si veda la canzone Bosnia e la struggente War Child).
L'album è dedicato a Denny Cordell (amico della band) e Joe (nonno di Dolores), entrambi morti in quell'anno. Esistono diverse versioni del cd: in alcune mancano Cordell e Intermission, mentre in altre è stata aggiunta la canzone The Picture I View. Esistono anche diverse versioni della custodia dello stesso cd, alcune sono completamente di plastica gialla. È l'unico lavoro ad includere un pezzo interamente strumentale (Intermission, in cui comunque si sentono delle voci e delle risa in sottofondo verso la fine). La ballata When You're Gone è stata utilizzata in alcuni film e telefilm.
L'album è stato ristampato in edizione deluxe su vinile e CD ed è stato rilasciato il 13 ottobre 2023.

## Tracce

### Edizione su CD e cassetta
L'edizione pubblicata nel 1996 su CD e musicassetta è costituita da 15 tracce:
1. Hollywood – 5:08 (Dolores O'Riordan)
2. Salvation – 2:23 (Noel Hogan, Dolores O'Riordan)
3. When You're Gone – 4:56 (Dolores O'Riordan)
4. Free to Decide – 4:25 (Dolores O'Riordan)
5. War Child – 3:50 (Dolores O'Riordan)
6. Forever Yellow Skies – 4:09 (Dolores O'Riordan)
7. The Rebels – 3:20 (Dolores O'Riordan)
8. Intermission – 2:01 (Dolores O'Riordan, Noel Hogan)
9. I Just Shot John Lennon – 2:41 (Dolores O'Riordan, Noel Hogan)
10. Electric Blue – 4:51 (Dolores O'Riordan, Noel Hogan)
11. I'm Still Remembering – 4:48 (Dolores O'Riordan)
12. Will You Remember? – 2:49 (Dolores O'Riordan)
13. Joe – 3:22 (Dolores O'Riordan, Noel Hogan)
14. Cordell – 3:41 (Dolores O'Riordan)
15. Bosnia – 5:40 (Dolores O'Riordan)

### Complete Sessions 1996-1997
Nel 2002 l'album è stato ristampato con il titolo To the Faithful Departed (Complete Sessions 1996-1997) e alle tracce originali sono state aggiunte 5 tracce extra prodotte nel medesimo periodo (dalla 15 alla 19):
1. Hollywood – 5:08 (Dolores O'Riordan)
2. Salvation – 2:23 (Noel Hogan, Dolores O'Riordan)
3. When You're Gone – 4:56 (Dolores O'Riordan)
4. Free to Decide – 4:25 (Dolores O'Riordan)
5. War Child – 3:50 (Dolores O'Riordan)
6. Forever Yellow Skies – 4:09 (Dolores O'Riordan)
7. The Rebels – 3:20 (Dolores O'Riordan)
8. Intermission – 2:01 (Dolores O'Riordan, Noel Hogan)
9. I Just Shot John Lennon – 2:41 (Dolores O'Riordan, Noel Hogan)
10. Electric Blue – 4:51 (Dolores O'Riordan, Noel Hogan)
11. I'm Still Remembering – 4:48 (Dolores O'Riordan)
12. Will You Remember? – 2:49 (Dolores O'Riordan)
13. Joe – 3:22 (Dolores O'Riordan, Noel Hogan)
14. Bosnia – 5:40 (Dolores O'Riordan)
15. Cordell – 3:41 (Dolores O'Riordan)
16. The Picture I View – 2:27 (Dolores O'Riordan)
17. Ave Maria – 4:11 (Franz Schubert) – Dal vivo, cantata da Dolores O'Riordan con Luciano Pavarotti
18. Go Your Own Way – 4:01 (Lindsey Buckingham) – Cover dei Fleetwood Mac
19. God Be with You – 3:34 (Dolores O'Riordan)

## Formazione
- Dolores O'Riordan - voce, chitarra acustica, chitarra elettrica, tastiera, fischio, mandolino
- Noel Hogan - chitarra acustica, chitarra elettrica
- Mike Hogan - basso
- Fergal Lawler - batteria e percussioni

### Altri musicisti
- Michael Kamen - orchestrazione
- Randy Raine-Reusche - percussioni
- Michael Buckley - sassofono baritono (traccia 2)
- Richie Buckley - sassofono tenore (traccia 2)
- Bruce Fairbairn - tromba (traccia 2)
- Henry Daag - sega musicale (traccia 15)

## Classifiche
| Classifica (1996) | Posizione massima |
| ----------------- | ----------------- |
| Australia         | 1                 |
| Austria           | 5                 |
| Belgio (Fiandre)  | 4                 |
| Belgio (Vallonia) | 1                 |
| Finlandia         | 2                 |
| Italia            | 1                 |
| Germania          | 2                 |
| Norvegia          | 3                 |
| Nuova Zelanda     | 1                 |
| Regno Unito       | 2                 |
| Stati Uniti       | 4                 |
| Svezia            | 1                 |
| Svizzera          | 3                 |